# Хеликс (град, Орегон)
Хеликс (на английски: Helix) е град в окръг Юматила, щата Орегон, САЩ. Хеликс е с население от 183 жители (2000) и обща площ от 0,3 km². Намира се на 534,6 m надморска височина. ЗИП кодът му е 97835, а телефонният му код е 541.